# Midtown
Midtown er et stort område på Manhattan i New York. Det kommercielle kerneområde regnes normalt som afgrænset af 40th Street i syd og 59th Street mod Central Park i nord, og af 3rd Avenue i øst og 9th Avenue i vest. Mange regner også hele området mellem floderne East River og Hudson River på begge sider af Manhattan, fra 30th Street og op til Central Park, som Midtown.
Midtown er det travleste enkeltstående kommercielle område i USA, med størstedelen af New Yorks skyskrabere indenfor sine grænser. Mere end tre millioner mennesker arbejder dagligt i Midtown, og områder som 5th Avenue og Times Square har et betydeligt antal erhvervslejemål.

## Kendte bygninger og institutioner i Midtown
- Bank of America Tower
- Empire State Building
- Chrysler Building
- Rockefeller Center
- FNs hovedkvarter
- Trump Tower
- Grand Central Terminal
- New York Public Library
- Museum of Modern Art
- Carnegie Hall
- Saint Patrick's Cathedral

## Eksterne links
- Midtown Manhattan Directory Arkiveret 16. maj 2017 hos  Wayback Machine
- Midtown Manhattan Panoramas

- Wikimedia Commons har flere filer relateret til Midtown

40°45′17″N 73°59′03″V / 40.7547°N 73.9842°V